# FK Metallurg-Oskol Staryj Oskol
FK Metallurg-Oskol Staryj Oskol (rusky: Футбольный клуб «Металлург-Оскол» Старый Оскол) byl ruský fotbalový klub sídlící ve městě Staryj Oskol. Byl založen v roce 1997. Zanikl v roce 2014 díky své finanční situaci.

## Historické názvy
- 1997 – GosNI–Spartak Staryj Oskol
- 2005 – Oskol–Dinamo Staryj Oskol
- 2006 – Zodiak Staryj Oskol
- 2009 – Zodiak–Oskol Staryj Oskol
- 2010 – Metallurg–Oskol Staryj Oskol

## Sezóny
| Sezóna  | Liga                            | Pozice | Z  | V  | R | P  | VG | OG | B  | Ruský pohár | Evropa | Evropa |
| ------- | ------------------------------- | ------ | -- | -- | - | -- | -- | -- | -- | ----------- | ------ | ------ |
| 2006    | Tretij divizion – sk. Černozemě | 3.     | 28 | 17 | 5 | 6  | 56 | 27 | 56 |             |        |        |
| 2007    | Tretij divizion – sk. Černozemě | 1.     | 32 | 23 | 4 | 5  | 75 | 30 | 73 |             |        |        |
| 2008    | Vtoroj divizion – sk. Centr     | 14.    | 34 | 9  | 5 | 20 | 31 | 50 | 32 | 1/256       |        |        |
| 2009    | Vtoroj divizion – sk. Centr     | 5.     | 32 | 17 | 5 | 10 | 51 | 41 | 56 | 1/64        |        |        |
| 2010    | Vtoroj divizion – sk. Centr     | 3.     | 30 | 16 | 7 | 7  | 47 | 32 | 55 | 1/256       |        |        |
| 2011/12 | PFL – sk. Centr                 | 4.     | 39 | 17 | 8 | 14 | 51 | 50 | 59 | 1/16        |        |        |
| 2012/13 | PFL – sk. Centr                 | 14.    | 30 | 7  | 5 | 18 | 28 | 61 | 26 | 1/128       |        |        |
| 2013/14 | PFL – sk. Centr                 | 15.    | 26 | 4  | 7 | 15 | 22 | 54 | 19 | 1/256       |        |        |